# SMED
Lo SMED, dall'inglese Single Minute Exchange of Die, è una metodologia integrata nella teoria della lean production volta alla riduzione dei tempi di setup (o tempi di cambio produzione).
Le prime forme dell'approccio sono state teorizzate ed introdotte dall'ingegnere giapponese Shigeo Shingō. L'espressione SMED è una sigla che letteralmente vuol dire  “Single Minute Exchange of Die”, espressione che tradotta in italiano significa “cambio stampo in un solo digit”. La grande innovazione di tali metodologie risiede nella possibilità di ridurre fortemente i tempi impiegati per effettuare un'operazione di set-up con un singolo digit ossia un lasso di tempo inferiore a dieci minuti. Come si vede dalla sigla lo SMED nasce nell'industria dell'auto, ma poi diventa applicabile in tutti i settori industriali. Il suo merito è quello di aver segnato una svolta su come affrontare i problemi del cambio pezzo e del setup delle macchine e degli impianti.

## Lo Sviluppo dello SMED
Il primo esempio risale al 1950 e si può considerare come la vera e propria nascita dello SMED. In uno stabilimento giapponese della Toyota si chiese a S. Shingo di risolvere un problema di produzione legato ad un collo di bottiglia in prossimità di tre grandi presse. Il datore di lavoro era ormai rassegnato ad acquistare un'altra pressa, visto che per le crescenti richieste del mercato era necessario aumentare la produzione. Siccome le potenzialità delle tre presse non era in grado di garantire l'incremento di produzione richiesto, l'unica soluzione possibile per risolvere il problema sembrava l'acquisto di una nuova pressa. Shigeo Shingō invece chiese di poter analizzare nel dettaglio il modo in cui erano utilizzate le presse. Egli credeva infatti che i difetti di produzione fossero legati alla cattiva gestione delle macchine e pensava inoltre che fosse inutile acquistare una nuova macchina quando si poteva garantire un incremento di produzione sfruttando meglio le macchine in possesso.
Anche se con qualche difficoltà Shigeo Shingō venne accontentato e lo stabilimento rimase fermo per una settimana, dando l'opportunità di effettuare tutte le analisi necessarie.
Shigeo Shingō scoprì che tutte e tre le macchine erano utilizzate al di sotto della loro capacità produttiva e che bastava effettuare degli accorgimenti per migliorarla. L'analisi effettuata dall'ingegnere giapponese si basava su un principio semplice; per prima cosa individuò tutte le attività di setup; in seconda battuta fece una classificazione tra le operazioni che vanno eseguite a macchina ferma e quelle che devono essere effettuate con la macchina in movimento. Shingo fece in modo che le attività svolte a macchina ferma vennero ridotte del 50% e così riuscì nell'intento di aumentare la capacità produttiva pur senza acquistare una nuova macchina.
Il secondo episodio che merita un cenno per lo sviluppo della tecnica SMED risale al 1957 e riguarda lo stabilimento della Mitsubishi a Hiroshima. In questa circostanza venne chiesto, sempre all'ingegnere Shingo, di aumentare la capacità produttiva di una piallatrice che si utilizzava per piallare blocchi di motori navali.
Il problema che si riscontrò analizzando il funzionamento della piallatrice era dovuto al fatto che trattandosi di motori di grosse dimensioni era molto difficile cambiare le attrezzature della piallatrice. Non potendo effettuare un corretto setup, lo sfruttamento della macchina era inferiore al 50% della sua potenzialità. L'analisi mostrava inoltre che gran parte del tempo di setup si perdeva nel "centraggio" e nel posizionamento del motore sulla piallatrice perché veniva effettuato a macchina ferma.
L'idea avanzata da Shingo fu quella di effettuare le operazioni di setup riferite al motore successivo su una seconda tavola della piallatrice perché in questo modo bisognava spostare solo la tavola e non tutto il motore. Introducendo questa novità nel processo produttivo si ridusse il tempo di fermo della macchina e si riuscì a fornire un incremento della produttività del 40%. Il principio che portò all'aumento di produttività era molto semplice: anche qui bastava modificare le operazioni svolte a macchina ferma in modo tale renderla un'attività esterna.
Dopo questi due episodi non si può non citare il più importante, cioè quello avvenuto nel 1970 presso lo stabilimento principale della Toyota.
L'obiettivo richiesto dal management era dimezzare il tempo di setup richiesto da una pressa da mille tonnellate che fino ad allora aveva un tempo di messa a punto di circa quattro ore, equivalente pertanto a quasi la metà di un turno di lavoro. I dirigenti giapponesi erano al corrente che le stesse operazioni di settaggio presso gli stabilimenti della Volkswagen duravano circa la metà del tempo. In base all'esperienza dell'azienda si decise di effettuare una classificazione rigorosa delle operazioni che richiedevano setup interno ed esterno e successivamente si decise di analizzare lo svolgimento vero e proprio dei processi di settaggio così da perfezionarli il più possibile.
Un'analisi approfondita dei processi di attrezzaggio consentì quindi un abbassamento del tempo di setup dalle quattro ore a circa due ore e mezza, anche se il management non era ancora totalmente soddisfatto dei progressi ottenuti. Dopo questa riduzione venne posto come obiettivo quello di abbassare il tempo in maniera drastica portandolo a soli tre minuti.

## Le tecniche che costituiscono l'approccio SMED
La prima tecnica mira a identificare chiaramente quali sono le attività che si devono effettuare a macchina ferma e le attività che invece possono essere svolte con la macchina in funzione ossia in “ombra alla macchina”.
Le attività a macchina ferma si definiscono IED (Inside Exchange of Die), mentre le attività che si possono effettuare mentre la macchina lavora si definiscono OED (Outside Exchange of Die).
Ad esempio tutte le preparazioni, il trasporto delle maschere degli stampi e delle varie attrezzature possono essere effettuate mentre la macchina funziona. Il montaggio dei pezzi della macchina invece è un'attività che può essere effettuata soltanto quando la macchina è ferma.
Se si riesce a organizzare in maniera ordinata le attività da svolgere nel setup e a suddividere correttamente le IED dalle OED si ottiene una riduzione del tempo di setup interno che va dal 30% al 50%.
La seconda tecnica, probabilmente la più importante in assoluto, mira a convertire per quanto possibile le IED in OED: è importante perché se non riuscissimo ad applicare questo principio non sarebbe mai possibile portare il tempo di set up nell'ordine di qualche minuto.
Sono riportati alcuni metodi industriali per ridurre le IED, gli effetti che si possono ottenere dalla loro riduzione e le ripercussioni sul processo produttivo.
| Azioni che riducono IED | Effetti |
| --- | --- |
| Studio di dime, serraggi e agganci rapidi, che consentono di eliminare dadi viti o altri sistemi più complessi da gestire | Attraverso dei dispositivi di aggancio rapido si abbreviano le operazioni di setup e si evitano anche errori di montaggio poiché le parti che si devono gestire sono più semplici |
| Evitare il trasporto di pari smontate o di semilavorati da una parte all'altra dello stabilimento durante le IED | Si riduce enormemente il numero delle movimentazioni |
| Porre nelle immediate vicinanze della macchina un carrello portautensili | La presenza di un carrellino garantisce una semplificazione delle operazioni di reperimento degli utensili e riduce il tempo impiegato per la selezione degli utensili            |
| Nel caso di sostituzione di parti pesanti di delicato inserimento in macchina conviene studiare un'unità di movimentazione versatile e che si possa gestire con facilità come ad esempio i carrellini speciali per inserire stampi | Si riduce il rischio di errore nell'inserimento degli stampi; inoltre avere carrellini permette di preparare come OED gli stampi da installare sulla macchina                     |
| Nel caso di regolazioni e di inserimenti di parti meccaniche sulla macchina conviene posizionare sulla macchina stessa delle scale graduate | Le scale graduate hanno la funzione di semplificare enormemente le operazioni di settaggio e garantiscono una maggiore precisione                                                 |
| In operazioni semplici e standard come ad esempio il serraggio gli agganci e il centraggio di parti bisogna semplificare il più possibile le attrezzature utilizzate; lo situazione ideale è aspirare ad attrezzature universali. Esempi concreti di questa semplificazione sono le asole a forma di pera. Le rondelle a U e le viti con un numero limitato di filetti visti in precedenza | Lo scopo di queste attrezzature è quello di garantire una maggiore velocità di esecuzione delle operazioni                                                                        |

La terza tecnica è la standardizzazione delle funzioni.
Standardizzare le funzioni è un principio in contrasto con le funzioni dello SMED in quanto quest'insieme di approccio mira a trovare il metodo migliore per ogni attività di setup. Per ottenere importanti miglioramenti è sufficiente standardizzare solo ed esclusivamente quelle parti che sono utilizzate per effettuare il settaggio. Per esempio aggiungere uno spessore agli angoli per l'aggancio dello stampo, serve a standardizzare le dimensioni dei componenti di fissaggio e rende possibile utilizzare lo stesso tipo di aggancio nei diversi set up. La standardizzazione garantisce pertanto un notevole risparmio di tempo e di costi
Il quarto principio invece ha come scopo ridurre l'impiego dei fissaggi con filettatura con lo scopo di rendere più veloce le operazioni di serraggio
La quinta tecnica riguarda l'utilizzo di maschere intermedie sulle presse:
Questi strumenti rendono veloce il cambio di lavorazioni sulla pressa: ad esempio passare da un'operazione a un'altra (da foratura a tranciatura) e variare la dimensione del grezzo di lavorazione richiede l'ausilio di maschere intermedie. L'aspetto critico dell'utilizzo di questa tecnica riguarda la particolare attenzione richiesta nelle operazioni di fissaggio e di centraggio della maschera rispetto allo stampo.
La sesta tecnica mira svolgere le operazioni in parallelo (parallelizzare):
Il suo principio di funzionamento è molto semplice: assicurarsi che il lavoro prima svolto da un solo operaio venga effettuato da più persone, garantendo una limitazione della zona di lavoro visto che ogni operaio si occupa della sua zona di competenza.
Questa tecnica permette di ridurre spostamenti dell'operatore e questo semplifica lo svolgimento delle attività da compiere facendo leva sull'aspetto motivazionale e sulla riduzione della fatica. Per descrivere meglio come avviene un processo di parallelizzazione è stato pensato di fornirne un esempio
Prima della parallelizzazione
| IED zona b | IED zona a | IED zona b | IED zona a | IED zona b | IED zona a |
| ---------- | ---------- | ---------- | ---------- | ---------- | ---------- |

Se non si dovesse applicare la parallelizzazione un unico operaio dovrebbe spostarsi su più zone dell'impianto per effettuare le attività di setup interno sulle macchine.
Dopo la parallelizzazione:
| IED zona a | IED zona a | IED zona a |
| IED zona b | IED zona b | IED zona b |
| ---------- | ---------- | ---------- |

Applicando la parallelizzazione grazie all'aggiunta di un altro operaio si riduce fortemente il tempo del setup anche perché ogni operaio è responsabile della sua area di lavoro. La tecnica descritta presenta però due punti deboli: il primo è legato al costo della manodopera in quanto se si aumenta il numero di operai aumenta anche il costa della manodopera,  Il secondo invece secondo è legato all'aspetto sicurezza. Se ci sono più operai nella stessa zona di lavoro bisogna evitare gli intralci e la ripetizione di operazioni. L'obiettivo è far capire agli operatori quando un'operazione è già stata svolta, da chi e se è stata svolta nel modo corretto, fornendo informazioni precise e tempestive.
La settima tecnica riguarda l'eliminazione delle prove e degli aggiustamenti:
Normalmente gli aggiustamenti e i cicli di prova pesano dal 50 al 70% circa del tempo di set up interno e quindi è importante contenere il più possibile la loro incidenza.
L'eliminazione delle prove e degli aggiustamenti inizia riconoscendo che il settaggio e l'aggiustamento sono due operazioni separate e distinte. Il settaggio è quando la posizione di un limit switch viene cambiata. Si ha un aggiustamento quando il limit switch viene testato e ripetutamente messo in nuove posizioni. Il termine limit switch indica i parametri limite a cui far funzionare un dispositivo. Gli aggiustamenti possono essere eliminati se si utilizza ad esempio una maschera per determinare con precisione la corretta posizione del limit switch e quindi il settaggio diventa l'unica operazione richiesta. L'aggiustamento diventa sempre meno importante man mano che il settaggio diventa più accurato.
L'ottava tecnica mira a rendere meccaniche le operazioni. La meccanizzazione (i giapponesi definiscono questo principio Jidoka) è spesso essenziale per effettuare la stragrande maggioranza delle operazioni industriali in quanto l'esecuzione meccanica di un processo evita di commettere errori e velocizza le operazioni. Alla luce di quanto descritto nelle prime sette tecniche che costituiscono lo SMED si ottengono delle riduzioni di tempo molto consistenti uno stesso processo che prima richiedeva qualche ora di tempo per essere impiegato dopo l'implementazione di quest'approccio ne richiede soltanto pochi minuti. Nonostante il notevole impatto della tecnica sullo svolgimento di un processo di setup, è importante sottolineare che la sola non è sufficiente per risolvere le lacune di un processo mal organizzato.

## CICLO SMED (Modus operandi)
Il termine ciclo non è casuale perché, anche se ci sono delle differenze per ciò che riguarda il settore industriale, ci sono dei passi fondamentali dell'approccio estendibili a qualunque ambito industriale. La grande versatilità è  uno dei fattori hanno contribuito a diffondere su scala mondiale.
Il primo passo da compiere per applicare la procedura consiste nel creare un team di lavoro specializzato che si occupa di portare avanti la metodologia all'interno dell'azienda. Questo team può essere composto da un certo numero di persone, più o meno grande a seconda del tipo di azienda e deve contenere tre figure di riferimento: un team leader cioè colui che deve conoscere tutto ciò che riguarda la messa a punto e il settaggio dei macchinari; un tecnico SMED, figura che ha una formazione fortemente operativa mirata alla conoscenza dei parametri specifici delle macchine; un operaio specializzato che deve coinvolgere il più possibile il personale operativo nell'analisi delle IED e delle OED.
La prima fase vera e propria del ciclo SMED è la cosiddetta preparazione dei rilievi. In questo punto dell'analisi si studia attentamente come è strutturato un processo di attrezzaggio nel suo insieme. Inizialmente si individuano con precisione tutte le fasi che lo costituiscono e si utilizzano dei metodi di registrazione delle varie operazioni osservate. Gli strumenti più diffusi per analizzare il processo sono block notes, cronometri, macchine fotografiche e se non danneggia gli operai si ottiene una rilevazione più precisa se si ricorre alla videocamera. Se si filma il processo si riesce ad effettuare un'analisi di gran lunga più precisa. Pertanto per sfruttare al meglio questo strumento si consiglia di utilizzare due telecamere, una fissa che possa filmare il processo nel suo insieme e una mobile che specifica per filmare le attività che la telecamera fissa non riesce a cogliere.
Una volta annotate tutte le operazioni si passa all'esecuzione dei rilievi: si analizzano i dati acquisiti con gli strumenti elencati in precedenza dando più peso ai filmati, visto che sono gli strumenti più utili all'analisi.
Il team di lavoro deve definire i seguenti elementi per ogni attività individuata:
1. Breve descrizione delle operazioni svolte
2. Quantificazione del tempo impiegato per svolgere ogni operazione
3. Prima separazione fra le attività IED e OED
4. Elencazione degli utensili utilizzati per svolgere le varie operazioni facendo particolarmente attenzione alla loro locazione iniziale
5. Emissione della sequenza effettiva delle attività effettuate da ogni operatore
6. Registrazioni del numero di operatori impiegati sul processo
7. Elenco delle strategie migliorative

Il documento che racchiude tutte queste informazioni si definisce Scheda SMED di cui segue un esempio:
Un'operazione molto importante da eseguire quando si effettua l'analisi del processo consiste nell'annotare le anomalie per poterle così risolverle.
La terza fase è la cosiddetta analisi critica del ciclo IED e OED. L'obiettivo è quello di identificare per quanto possibile la separazione di attività interne ed esterne alla macchina.
Innanzitutto si prepara una lista di controllo per l'esecuzione delle attività manutentive che possono essere svolte mentre l'impianto è fermo per cambio e successivamente si predispongono strumenti per poter “estrarre” le attività e poterle eseguire al di fuori della postazione di lavoro.
Una volta analizzate le attività interne ed esterne alla macchina si passa alla stesura della procedura di IED e OED. In questa fase si modifica la sequenza delle attività di IED e OED e si cerca, laddove è possibile, di individuare i punti critici di intervento (in che momento del processo) sulla macchina o sull'impianto. Individuare quando intervenire e capire la giusta sequenza degli interventi da effettuare garantisce un miglioramento di tutto il processo. A tal proposito la tecnica più diffusa nelle industrie per individuare il punto critico di intervento (in che punto del processo produttivo conviene intervenire) e per ottimizzare la sequenza delle operazioni che costituiscono il processo di attrezzaggio è la “parallelizzazione delle attività”.
La quarta fase del ciclo consiste nel verificare le attività esterne. Sulla base dei rilevamenti effettuati nelle precedenti fasi del ciclo SMED si ricrea la sequenza di operazioni che costituiscono il nuovo processo di attrezzaggio.  La fase di simulazione è importantissima perché è una sorta di feedback in quanto è una risposta significativa sulla positività delle modifiche apportate. Se le risposte della simulazione sono positive si passa alla “razionalizzazione” delle attività interne, per intenderci quelle che prima sono state definite con l'acronimo IED.
Il principio di razionalizzazione delle IED è un'attività cruciale nel ciclo di SMED e per portarla avanti si ricorre a tutta l'esperienza acquisita sul campo e al bagaglio di conoscenze degli operai. Dal punto di vista pratico lo scopo è la riduzione dell'intervallo di tempo in cui si deve fermare la macchina altrimenti non sarebbe possibile effettuare il setup. Proprio il tempo di setup che intercorre tra la fine del lotto precedente e termina all'inizio del lotto successivo è il tempo di setup
Proseguendo l'applicazione di una classica sequenza di SMED non basta il monitoraggio continuo del processo e la risoluzione dei problemi relativi alle IED ma bisogna spingersi oltre, dando la giusta importanza alle OED.
Anche se nell'analisi di un processo di setup ha un impatto inferiore ridurre l'incidenza delle OED rispetto alle IED si è pensato comunque di elencare una serie di azioni per ridurre l'incidenza del setup.
1. Si possono realizzare alcuni carrellini oppure delle unità movimentabili che contengono un kit di utensili, di schemi di funzionamento, di disegni tecnici, di schede di attrezzaggio. Questi strumenti una volta realizzati possono essere utilizzati per tutti i setup È molto funzionale allestire un'area, in prossimità delle macchine che vengono utilizzate, destinata ai materiali e adibita al cambio della produzione o della linea di montaggio. Quest'area funge da buffer perché viene riempita prima dello stop della macchina e svuotata dopo il setup
2. Sempre nelle vicinanze dei macchinari si può allestire un altro spazio in cui posizionare tutti i materiali che a fine setup dovranno essere collocati in appositi magazzini o in altre postazioni lontane dalla macchina.
3. Nelle fasi di messa a punto è utilissimo tenere tutti gli utensili che di solito si utilizzano in postazioni prestabilite e vicine alla macchina
4. Per evitare confusione conviene tener gli utensili utilizzati nelle fasi di attrezzaggio sempre nelle postazioni stabilite.
5. Una volta terminata l'operazione si deve riporre tutti gli utensili utilizzati nell'ordine e nel posto stabilito.
6. Bisogna inoltre garantire la presenza di pezzi di prova, sui quale effettuare il rodaggio, da utilizzare per i vari aggiustaggi prima delle attività di IED
7. Infine conviene standardizzare il più possibile tutte le attrezzature come viti, dadi, perni e agganci.

Fino ad ora abbiamo fornito le fasi del ciclo SMED che si mirano ad apportare le tante auspicate riduzioni del setup. La positività dell'approccio SMED condotto finora descritte si verifica attraverso la fase che prende il nome di realizzazione dei test e delle prove pilota.
Le condizioni necessarie per testare il nostro processo sono essenzialmente due: la prima è l'applicazione di tutte le modifiche alle fasi del processo produttivo cioè tradurre in pratica tutto ciò che riguarda le precedenti. La seconda invece consiste nell'istruire il personale sulle modifiche del processo e sui nuovi comportamenti da tenere per applicare correttamente le nuove procedure.
A completamento della trattazione si descrive un esempio di analisi SMED tradizionale
Fase 0
La Fase 0 rappresenta lo stato del processo prima di introdurre lo SMED.
I rettangoli indicano le attività che costituiscono la sequenza delle operazioni di setup: con E sono indicate le attività esterne mentre con I le attività interne. Si noti come in questa fase le attività vengono effettuate in maniera casuale, cioè  senza un preciso criterio organizzativo, richiedendo molto tempo per essere effettuate.
Il tempo di fermo dell'impianto/macchina  è molto alto
Fase 1:
Procedendo con l'applicazione del ciclo SMED, nella prima fase (Fase 1) si effettua la separazione delle attività interne da quelle esterne. L'aspetto più interessante è riferito alla grande riduzione del tempo di fermo dell'impianto rispetto alla configurazione precedente.
Fase 2
In questa seconda fase si ha una conversione da attività interne ad attività esterne. Dal momento che per effettuare le IED è necessario fermare la macchina, convertendo un'attività interna in esterna diminuisce il tempo di fermo macchina.
Fase 3
La terza fase del ciclo SMED prevede l'ottimizzazione delle attività di setup interno attraverso la semplificazione delle operazioni da eseguire e soprattutto attraverso un forte spirito di squadra (esempio pit-stop) che rende l'attrezzaggio molto veloce.
Fase 4
L'ultima fase è dedicata all'ottimizzazione delle attività esterne: anche se le OED sono effettuabili quando la macchina è in funzione si possono posso velocizzare utilizzando liste di controllo per semplificare le varie sequenze operative e scegliendo la disposizione ottimale degli utensili e degli strumenti necessari al setup.
Come si può vedere dallo svolgimento dell'analisi i benefici che si ottengono applicando l'approccio SMED sono davvero ingenti.
Se si vuole valutare in modo più dettagliato i guadagni di tempo ottenuti si può analizzare la tabella
Un altro esempio di analisi SMED vede l'applicazione del PERT ad un comune processo di setup
Subhashish Samaddar nel suo articolo “The effect of setup time reduction on its variance” approfondisce l'argomento setup sotto una veste diversa rispetto a quella vista finora, analizzando un comune processo setup con il metodo PERT. Dal momento che il processo di setup è costituito da una sequenza di operazioni,  si può assimilare ad un grafo, un insieme di nodi e di archi utilizzato per rappresentare la sequenza di operazioni da eseguire. La schematizzazione di un processo di setup tramite PERT offre alcuni vantaggio significativi: si possono stabilire le relazioni di precedenza fra le varie operazioni, si può individuare le operazioni la cui durata condiziona l'intero processo e infine si possono anche individuare le operazioni su cui intervenire per accorciare il processo.
Un esempio significativo di analisi SMED è relativo al servizio di sistemazione di una stanza d'albergo tra il congedo di un cliente e l'arrivo di un altro. Facendo il paragone con i processi industriali si può affermare che il processo di sistemazione della camere in albergo si può assimilare a un processo di setup industriale in cui le operazioni da seguire sono tutte interne.
Le fasi per realizzare il processo sono:
1. Il cliente lascia la camera
2. La camera viene pulita
3. Il controllo dello stato della camera
4. Arrivo del nuovo cliente

Il tempo impiegato per garantire la completa sistemazione della camera da offrire al cliente si aggira intorno alle quattro ore, anche se si può sicuramente ridurre seguendo particolari accorgimenti. Innanzitutto non è possibile convertire queste attività in attività esterne (basta pensare all'impossibilità di poter effettuarle in presenza dei clienti stessi), per questo motivo l'unico modo per ridurre il tempo necessario per effettuare il processo è quello di utilizzare liste di controllo, di semplificare al massimo le operazioni, e soprattutto suddividersi i compiti in maniera intelligente tra gli operatori ricorrendo in alcuni casi alla già descritta tecnica di parallelizzazione). o: il personale lavora con i clienti che arrivano per pernottare e usufruiscono del servizio offerto. Per ricollegarsi alla classicità dell'approccio basti pensare che in questo specifico caso al posto del pezzo in lavorazione abbiamo il cliente e al posto della macchina abbiamo la stanza e il processo da analizzare è l'insieme di operazioni da effettuare dal momento in cui un cliente va via fin quando ne arriva uno nuovo.
I vantaggi principali ottenibili applicando l'approccio SMED sono:
1. Maggiore tempo disponibile alla produzione e quindi anche la possibilità di avere maggiori volumi di produzione pur mantenendo la stessa capacità del impianto
2. Maggiore affidabilità nella gestione dei tempi di attrezzaggio dal momento che lo SMED prevede che tutte le operazioni di setup siano basate su procedure e regolamenti scritti.
3. Riduzione del costo industriale a parità di lotto.
4. Minore ricorso al personale indiretto poiché le operazioni di attrezzaggio si semplificano e si standardizzano (il ricorso all'aiuto di un operaio esterno per effettuare un'operazione si definisce in gergo “pompieraggio”)
5. La dimensione inferiore dei lotti legata alla minore incidenza dell'attrezzaggio sulla produzione
6. L'adeguamento dell'impianto a maggiori frequenza di cambio e maggiori flessibilità nell'utilizzo dei macchinari
7. La standardizzazione dei processi comuni di attrezzaggio e l'unificazione delle attrezzature utilizzate
8. La riduzione sensibile delle scorte a magazzino
9. La Pianificazione delle fasi di manutenzione preventiva in maniera tale da evitare la creazione di problemi in produzione.

È opportuno concludere la trattazione accennando a un altro tipo di tecniche, molto simili allo SMED, definite OTED